# Limal
Limal (Waals: Nimal) is een dorp in de Belgische provincie Waals-Brabant en een deelgemeente van de stad Waver.
Deelgemeente Limal ligt in het zuidwesten van de gemeente. Op het grondgebied van Limal liggen nog verschillende gehuchten en wijken, zoals Profondsart, Grandsart, Le Manil, La Haie, Trou du Haut, Le Pèlerin, Par-delà l'Eau en Villagexpo. Limal ligt aan de Dijle.

## Geschiedenis
De Ferrariskaart uit de jaren 1770 toont het dorp Limale op de linkeroever van de Dijle.
In de jaren 1850 werd spoorlijn Leuven-Ottignies aangelegd, net langs het dorpscentrum, en in 1855 werd het station van Limal geopend langs deze lijn.
In 1884 werd het gehucht Plagniau, in het uiterste noorden van de gemeente, overgeheveld naar buurgemeente Rosières 
In de jaren 1970 werd in het noordoosten van Limal het pretpark Walibi geopend, grotendeels op grondgebied Limal, deels op grondgebied van buurgemeente Bierges. De -li- in de naam Walibi verwees naar de gemeentenaam Limal.
Limal was een zelfstandige gemeente tot die op 1 januari 1977 een deelgemeente werd van Waver. Een stukje grondgebied in het zuidoosten van Limal werd daarbij afgestaan aan buurgemeente Ottignies-Louvain-la-Neuve, ter hoogte van de nieuwe universiteitsstad Louvain-la-Neuve.

## Bezienswaardigheden

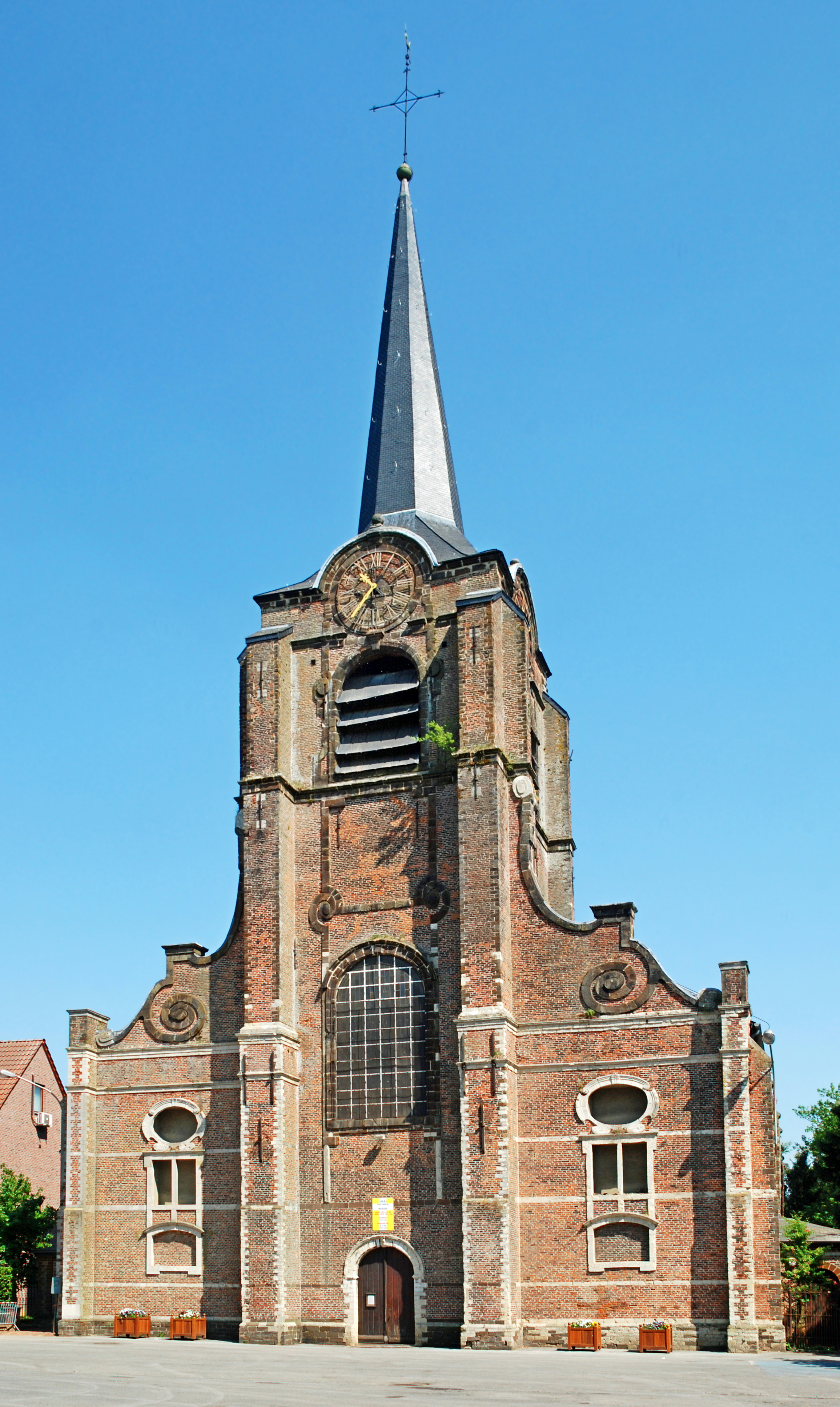
Église Saint-Martin

- De Église Saint-Martin

## Demografische ontwikkeling
- Bronnen:NIS, Opm:1831 tot en met 1970=volkstellingen, 1976= inwoneraantal op 31 december

## Politiek
Limal had een eigen gemeentebestuur en burgemeester tot de fusie van 1977. Burgemeesters waren:
- 1801-1812 : Lambert Dechamps
- 1813-1843 : Jacques Artoisenet
- 1843-1863 : Jean-Baptiste De Broux
- 1863-1872 : François Joseph Le Grève
- 1872-1874 : Ernest De Broux
- 1875-1884 : Jean François Kumps
- 1885-1895 : François Joseph Le Grève
- 1896-1911 : Baron Paul de Fierlant
- 1912-1921 : Jean Baptiste Morimont
- 1921-1931 : Baron Raoul d'Huart
- 1931-1932 : Emile François Rans
- 1933-1940 : Louis Philippe Hulet
- 1940-1944 : Emile François Rans (dienstdoend)
- 1944-1946 : Jean Pletinckx (dienstdoend)
- 1947-1952 : Alphonse Vilain
- 1953-1968 : Charles Quévrin
- 1968-1970 : Henri De Broux
- 1971-1976 : Robert Hulet

Na de gemeentefusie werd Robert Hulet burgemeester van Waver als fusiegemeente.

## Verkeer en vervoer
Het station Limal bevindt zich langs spoorlijn 139 (Leuven-Ottignies).
Centraal door de deelgemeente loopt van noord naar zuid de N238 (Boulevard de l'Europe), een westelijke verbindingsweg tussen Waven en Louvain-la-Neuve.

## Sport
In 1936 was voetbalclub Union Limaloise aangesloten bij de Belgische Voetbalbond onder stamnummer 2395. De club bleef in de provinciale reeksen actief. In 1988 ging de club een fusie aan met de grotere buurclub R. Wavre Sports (stamnummer 79). Fusieclub Royal Wavre Limal ging op het terrein op Le Martineau in Limal spelen. Daar bleef men spelen tot men in 2015 verhuisde naar een sportcomplex nabij het centrum van Waver. De oude terreinen en infrastructuur in Le Martineau zouden vanaf 2024 worden gesloopt en verkocht.
Deelgemeenten: Bierges · Limal · Waver

Overige kernen: Aisemont · Angoussart · Basse-Wavre · Champles · Chérémont · Grandsart · La Haie · Le Manil · Louvrange · Par-delà l'Eau · Le Pélerin · Point-du-Jour · Profondsart · Les Quatres Chemins ·  Le Ry ·  Stadt · Trou du Haut · Villagexpo

Belgische gemeenten · Arrondissement Nijvel · Waals-Brabant · Wallonië